# Senny Mayulu
Senny Mayulu (* 17. května 2006) je francouzský fotbalista, který hraje jako záložník za francouzský klub Paris Saint-Germain. Je mládežnickým reprezentantem Francie, hrál za reprezentaci do 18 a 19 let a hraje za reprezentaci do 20 let.
Za Paris Saint-Germain debutoval v roce 2024. Ve finále Ligy mistrů 2024/25 vstřelil gól (Paris Saint-Germain vyhrál 5:0).

## Reprezentační kariéra
Mayulu mládežnickým reprezentantem Francie. Za reprezentaci do 18 let debutoval v roce 2023, s reprezentací vyhrál Tournoi de Limoges.